# 社会保守主義
社会保守主義（しゃかいほしゅしゅぎ、英: social conservatism）とは、政治的あるいは道徳的イデオロギーの一つ。

## 概説
このイデオロギーは伝統的価値あるいは行動を奨励ないしは命令し、社会秩序を強化するという政府の役割を肯定する。そうするのは、それらの価値や行動が人々を文明化させ、礼儀正しくさせ続けるものであると信じてのことである。
伝統的道徳性の通義は、しばしば社会保守主義の内部でグループごとに異なり、社会保守主義者たちの間で普遍的とみなされるような政策や立場はまったく存在しない。同時に、社会保守主義者たちの少なくとも大多数が支持する多くの原理が存在する。
社会保守主義という用語の第二の意味は、北欧諸国と大陸ヨーロッパで発展した。これらの国や地域では、社会保守主義とは現代ヨーロッパの福祉国家を支持する自由保守主義のことを指す。
現代的用法では、単に「社会文化的に保守的だ」という意味だけで使われることもある。 すなわち、社会保守主義を掲げる政党が福祉政策に反対し、経済的自由主義と財政保守主義を追求することもできる。

## 主要政党
- 日本
  - 自由民主党[1][2][3][4]
  - 公明党[5]
- イタリア
  - イタリアの同胞
- 香港
  - 民主建港協進連盟
- オランダ
  - キリスト教民主アピール
- ドイツ
  - キリスト教民主同盟
  - キリスト教社会同盟
  - ドイツのための選択肢
- イギリス
  - 保守党 (派閥)
- フランス
  - 国民連合
- スウェーデン
  - スウェーデン民主党
  - キリスト教民主党
- インド
  - インド人民党
  - シヴ・セーナー
- 韓国
  - 国民の力
  - 民生党
- イスラエル
  - ユダヤ人の家
  - シャス[6]
- カナダ
  - カナダ保守党
- アメリカ合衆国
  - 共和党